# Лиснати морски коњиц
Лиснати морски коњиц, лиснати морски змај или Глуертов морски коњиц (Phycodurus eques) је морска риба из породице морских коњица и морских шила (Singnathidae). Једини је члан рода Phycodurus. Насељава jужну обалу Аустралије и морски је амблем државе Јужне Аустралије. Налази се у центру пажње локалних бораца за очување живог света мора.
Лиснати морски коњиц је овако назван због свог изгледа. Целом дужином његовог тела налази се велики број избочина, које подсећају на дуго лишће. Ове избочине не служе за погон, већ за маскирање. Креће се помоћу прсног (пекторалног) пераја на гребену врата и  леђног пераја, које се налази ближе крају репа. Она (пераја) су скоро провидна и тешко видљива, тако да личе на плутајуће алге.

## Опис
Слично морском коњицу, чије је име изведено из старогрчких речи хипос (ἵππος) које значи коњ и кампос (κάμπος) које значи морско чудовиште, једно од имена лиснатог морског коњица лиснати морски змај, произилази из сличности другом створењу - митском змају. Иако нису велики, они су нешто већи од већине морских коњица, и расту до 20-24 цм. Хране се планктоном и малим раковима.
Кожни режњеви који расту на лиснатом морском коњицу, обезбеђују му камуфлажу, дајући му изглед морске траве (алге). У стању је да одржи илузију приликом пливања и креће се кроз воду као комад плутајуће морске алге. Такође може да промени боју, али ова способност зависи од исхране, старости, локације и нивоа стреса.

## Хабитат и дистрибуција
Лиснати морски коњиц насељава само воде јужне Аустралије, од Вилсоновог рта у Викторији на источном крају његовог опсега, до залива Јуриен, 220 km северно од Перта у Западној Аустралији на западу. Веровало се да врста има ограничени распон кретања, али даља истраживања су открила да лиснати морски коњици заправо путују неколико стотина метара од својих уобичајених локација, враћајући се на исто место. Рониоци их често примећују у близини Аделејда у Јужној Аустралији.